# Johann Albrecht von Roeder
Johann Albrecht von Roeder (geb. um 1745; gest. 17. Juli 1788) war ein preußischer Landrat.

## Leben
Johann Albrecht von Roeder, über dessen Herkunft und Schulbildung nichts bekannt ist, trat zunächst in die Dienste des preußischen Heers, wo er bis zum Rang eines Leutnants aufstieg. Ab April 1777 war er als Steuereinnehmer im Kreis Pleß tätig. Am 27. April 1785 trat er die Nachfolge von Maximilian Bernhard Leopold von Skrbensky als Landrat des Kreises Pleß an. Das Amt übte er bis 1788 aus, sein Nachfolger wurde Wilhelm Boguslaw Ernst von Birkhahn.

## Familie
Der verheiratete Johann Albrecht von Roeder war Vater von fünf Kindern.